# Corrado de Concini

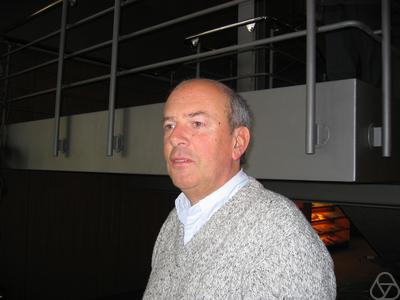
De Concini 2004

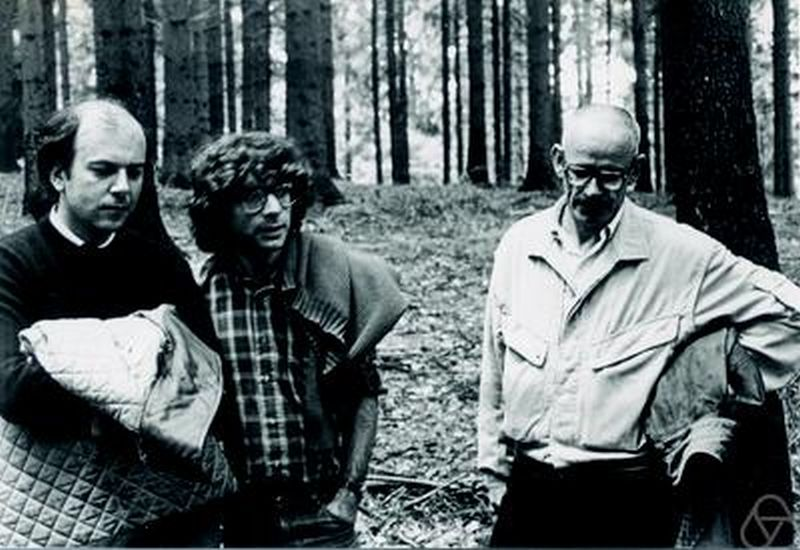
De Concini (links) in Oberwolfach 1984, mit Trubowitz, Calogero

Corrado de Concini (* 28. Juli 1949 in Rom) ist ein italienischer Mathematiker.
De Concini erwarb 1971 das Mathematik-Diplom an der Universität Rom und wurde 1975 an der University of Warwick bei George Lusztig promoviert (The mod-2 Cohomology of the Orthogonal Groups over a Finite Field). Ab 1975 war er Dozent (Professore Incaricato) an der Universität Salerno und ab 1976 an der Universität Pisa, wo er außerordentlicher Professor wurde. 1981 ging er an die Universität Rom, wo er ab 1983 Professor für höhere Algebra war. 1988 bis 1996 war er Professor an der Scuola Normale Superiore in Pisa und ab 1996 Professor an der Universität Rom (La Sapienza). Er war unter anderem Gastwissenschaftler an der Brandeis University, am Mittag-Leffler-Institut (1981), am Tata Institute of Fundamental Research (1982), der Harvard University (1987), dem MIT (1989), der Universität Paris VI, dem IHES (1992, 1996), der École normale supérieure (2004, Lagrange-Michelet Lehrstuhl) und am MSRI (2000, 2002).
2003 bis 2007 war er Präsident des nationalen italienischen Instituts für höhere Mathematik (Istituto Nazionale di Alta Matematica, INdAM).
De Concini befasst sich mit algebraischer Geometrie, Quantengruppen, Invariantentheorie und mathematischer Physik.
1986 war er Invited Speaker auf dem ICM in Berkeley (Equivariant embeddings of homogeneous spaces). 1992 hielt er einen Plenarvortrag auf dem ersten  Europäischen Mathematikerkongress in Paris (Representations of quantum groups at roots of 1). 1986 erhielt er den Caccioppoli Preis. Seit 1993 ist er korrespondierendes und seit 2009 volles Mitglied der Accademia dei Lincei, seit 2010 der Accademia Italiana delle Scienze detta dei XL (deren Mathematik-Goldmedaille er 1990 erhielt) und seit 2005 korrespondierendes Mitglied des Istituto Lombardo. 2015 wurde er in die Academia Europaea gewählt.

## Schriften
- mit Claudio Procesi: Topics in Hyperplane Arrangements, Polytopes and Box-Splines. Springer, New York NY u. a. 2010, ISBN 978-0-387-78962-0.
- mit Claudio Procesi: Quantum groups (= Preprints di Matematica. 1993, 6, ZDB-ID 1103838-X). Scuola normale superiore, Pisa 1993.
- als Herausgeber mit Louis Boutet de Monvel, Claudio Procesi, Michèle Vergne, Pierre Schapira: D-modules, Representation Theory, and Quantum Groups. Lectures given at the 2nd Session of the Centro Internazionale Matematico Estivo (C.I.M.E.) held in Venezia, Italy, June 12–20, 1992 (= Lecture Notes in Mathematics. 1565). Springer, Berlin u. a. 1993, ISBN 0-387-57498-0.